# Puchar Estonii w piłce siatkowej mężczyzn (2018)
Puchar Estonii w piłce siatkowej mężczyzn 2018 (est. Eesti meeste karikavõistlused võrkpallis 2018) – rozgrywki o siatkarski Puchar Estonii organizowane przez Estoński Związek Piłki Siatkowej (est. Eesti Võrkpalli Liit). Zainaugurowane zostały 17 października i trwały do 22 grudnia 2018 roku. Brało w nich udział 10 klubów.
Rozgrywki składały się z jednej rundy wstępnej, ćwierćfinałów, półfinałów oraz finału.
Finał odbył się 22 grudnia 2018 roku w Kuressaare Spordihoone w Kuressaare. Drugi raz z rzędu Puchar Estonii zdobył klub Saaremaa VK.

## Drużyny uczestniczące
| Credit24 Meistriliiga 6 drużyn | Credit24 Meistriliiga 6 drużyn |
| ------------------------------ | ------------------------------ |
| Bigbank Tartu                  | półfinał                       |
| Pärnu VK                       | finał                          |
| Rakvere VK                     | ćwierćfinał                    |
| Saaremaa VK                    | zwycięstwo                     |
| Selver Tallinn                 | półfinał                       |
| TalTech                        | 1. runda                       |

| Esiliiga 4 drużyny     | Esiliiga 4 drużyny |
| ---------------------- | ------------------ |
| EMÜ SK                 | ćwierćfinał        |
| LotusTimber/Neemeco SK | 1. runda           |
| Tallinna Ülikool       | ćwierćfinał        |
| TalTech/Kiili          | ćwierćfinał        |

## 1. runda
| Data       | Drużyna 1              |     | Drużyna 2        | Sety                         | Widzów |
| ---------- | ---------------------- | --- | ---------------- | ---------------------------- | ------ |
| 25.10.2018 | LotusTimber/Neemeco SK | 0:3 | Tallinna Ülikool | (21:25, 19:25, 26:28)        | 30     |
| 28.10.2018 | LotusTimber/Neemeco SK | 1:3 | Tallinna Ülikool | (23:25, 18:25, 25:20, 31:33) | 55     |
| 17.10.2018 | TalTech                | 0:3 | Rakvere VK       | (17:25, 23:25, 18:25)        | 150    |
| 24.10.2018 | TalTech                | 0:3 | Rakvere VK       | (22:25, 19:25, 19:25)        |        |

## Ćwierćfinały
| Data       | Drużyna 1     |     | Drużyna 2        | Sety                         | Widzów |
| ---------- | ------------- | --- | ---------------- | ---------------------------- | ------ |
| 09.11.2018 | Bigbank Tartu | 3:0 | Tallinna Ülikool | (25:18, 25:23, 25:22)        | 65     |
| 25.11.2018 | Bigbank Tartu | 3:1 | Tallinna Ülikool | (32:30, 25:17, 24:26, 25:21) | 35     |
| 27.10.2018 | TalTech/Kiili | 1:3 | Pärnu VK         | (21:25, 14:25, 31:29, 16:25) | 22     |
| 10.11.2018 | TalTech/Kiili | 0:3 | Pärnu VK         | (19:25, 16:25, 16:25)        | 125    |
| 31.10.2018 | EMÜ SK        | 0:3 | Selver Tallinn   | (16:25, 11:25, 16:25)        | 50     |
| 06.11.2018 | EMÜ SK        | 1:3 | Selver Tallinn   | (25:22, 23:25, 20:25, 16:25) | 50     |
| 21.11.2018 | Rakvere VK    | 0:3 | Saaremaa VK      | (20:25, 20:25, 18:25)        | 120    |
| 24.11.2018 | Rakvere VK    | 0:3 | Saaremaa VK      | (25:27, 25:27, 20:25)        | 520    |

## Półfinały
| Data       | Drużyna 1      |     | Drużyna 2   | Sety                                | Widzów |
| ---------- | -------------- | --- | ----------- | ----------------------------------- | ------ |
| 02.12.2018 | Bigbank Tartu  | 0:3 | Pärnu VK    | (23:25, 10:25, 18:25)               | 200    |
| 09.12.2018 | Bigbank Tartu  | 2:3 | Pärnu VK    | (17:25, 19:25, 25:13, 25:20, 14:16) | 800    |
| 01.12.2018 | Selver Tallinn | 0:3 | Saaremaa VK | (23:25, 18:25, 15:25)               | 170    |
| 07.12.2018 | Selver Tallinn | 0:3 | Saaremaa VK | (22:25, 16:25, 24:26)               | 780    |

## Finał
| Data       | Drużyna 1 |     | Drużyna 2   | Sety                                | Widzów |
| ---------- | --------- | --- | ----------- | ----------------------------------- | ------ |
| 22.12.2018 | Pärnu VK  | 2:3 | Saaremaa VK | (25:23, 17:25, 21:25, 26:24, 11:15) | 1300   |